# Eficiência de Kaldor-Hicks
Uma melhoria de Kaldor-Hicks (em inglês: Kaldor–Hicks improvement), assim designada devido aos autores Nicholas Kaldor e John Hicks, também conhecida como critério de Kaldor-Hicks, é uma forma de julgar realocações económicas de recursos entre pessoas que capta algum do apelo intuitivo da melhoria de Pareto, mas que tem critérios menos rigorosos e, por isso, é aplicável a circunstâncias mais amplas. Uma determinada realocação de recursos é uma melhoria de Kaldor-Hicks se aqueles que se beneficiarem podem hipoteticamente compensar aqueles que foram prejudicados e assim atingir um resultado de melhoria de Pareto. A compensação não tem que ocorrer de facto (não há nenhuma presunção a favor do status quo) e, assim, uma melhoria de Kaldor-Hicks pode na verdade deixar algumas pessoas numa situação pior.
Uma situação é dita eficiente segundo Kaldor–Hicks se não existe uma potencial melhoria de Kaldor–Hicks a partir dessa situação.

## Exposição

Gráfico de melhorias atingíveis de Pareto e de Kaldor-Hicks no espaço de trocas entre dois participantes

Uma realocação é dita como melhoria de Pareto se pelo menos uma pessoa fica melhor e ninguém fica pior. No entanto, na prática, é quase impossível desenvolver qualquer ação social, como uma mudança na política económica, sem piorar a situação de pelo menos uma pessoa. Mesmo as mudanças voluntárias podem não ser melhorias de Pareto se fizerem com que terceiros fiquem pior.
Usando o critério para a melhoria de Kaldor-Hicks, um resultado é uma melhoria se aqueles que ficam melhor podem em princípio compensar aqueles que ficam pior, de modo que uma melhoria segundo Pareto poderia (embora não necessariamente) ser alcançada. Por exemplo, uma transação voluntária que cria poluição seria uma melhoria de Kaldor-Hicks se os compradores e os vendedores estivessem ainda dispostos a efetivar a transação mesmo se tivessem que compensar totalmente as vítimas da poluição. A Kaldor-Hicks não exige que a indenização seja de fato paga, apenas que a possibilidade de compensação existe e, portanto, não exige que todos fiquem melhor. Segundo a eficiência de Kaldor-Hicks, uma melhoria pode de fato deixar algumas pessoas pior. As melhorias segundo Pareto exigem que todas as partes envolvidas fiquem melhor (ou pelo menos nenhuma fique pior).
Enquanto que cada melhoria segundo Pareto é uma melhoria segundo Kaldor-Hicks, a maioria das melhorias Kaldor-Hicks não são melhorias de Pareto. Isto é assim porque o conjunto de melhorias de Pareto é de facto um subconjunto das melhorias de Kaldor-Hicks, o que reflete também a maior flexibilidade e aplicabilidade do critério de Kaldor-Hicks em relação ao critério de Pareto.

## Uso em políticas públicas
Os métodos de Kaldor-Hicks são normalmente usados mais como testes de potenciais melhorias do que como metas de eficiência em si mesmos. São usados para determinar se uma atividade leva a economia em direção à eficiência de Pareto. Qualquer mudança geralmente faz com que algumas pessoas fiquem melhor e outros fiquem pior, de modo que estes testes consideram o que aconteceria se quem ganha compensasse os que perdem.
Segundo o critério de Kaldor uma atividade faz deslocar a economia para mais perto do ótimo de Pareto se o montante máximo que os que ganham estão dispostos a pagar (willingness to pay) a quem perde para aceitar a mudança é maior do que o montante mínimo que os perdedores estão dispostos a aceitar; o critério de Hicks é que uma atividade desloca a economia em direção ao ótimo de Pareto se o montante máximo que os perdedores pagariam aos ganhadores para renunciarem à mudança é inferior ao montante mínimo que os ganhadores aceitariam para renunciarem à mudança. Assim, o teste de Kaldor supõe que os perdedores poderiam impedir a mudança e pergunta se os ganhadores valorizam o seu ganho tanto que poderiam pagar aos perdedores para estes chegarem a acordo, enquanto o teste de Hicks supõe que os ganhadores são capazes de prosseguir com a mudança e pergunta se os perdedores consideram que a sua perda vale menos do quanto lhes custaria pagar aos ganhadores para estes concordarem em não prosseguir com a mudança. Após terem sido descobertos vários problemas técnicos para cada critério em separado, os dois critérios foram combinados no critério de Scitovsky, mais comumente conhecido como o critério de Kaldor-Hicks, que não compartilha as mesmas falhas.
O critério de Kaldor-Hicks é amplamente aplicado na economia do bem-estar e na economia empresarial. Por exemplo, constitui uma fundamentação subjacente da análise custo-benefício. Na análise de custo-benefício, um projeto (por exemplo, um novo aeroporto) é avaliado comparando os custos totais, tais como os custos de construção e os custos ambientais, com os benefícios totais, (como os lucros das companhias aéreas e a conveniência para os viajantes). No entanto, como a análise de custo-benefício também pode atribuir ponderações de bem-estar social diferentes para indivíduos diferentes, (p. e., mais para os pobres), o critério de compensação nem sempre é invocado pela análise custo-benefício.
Normalmente será dada luz verde ao projeto se os benefícios excederem os custos. Isto é, efetivamente, uma aplicação do critério de Kaldor-Hicks porque é equivalente a exigir que os benefícios sejam suficientes para que aqueles que beneficiem poderem teoricamente compensar aqueles que perdem. O critério é usado porque se argumenta que é justificável para a sociedade como um todo permitir que alguns fiquem pior se isso significar um ganho maior para todos os outros.

## Críticas
Num nível mais técnico, às várias versões dos critérios de Kaldor-Hicks, faltam propriedades formais desejáveis. Por exemplo, Tibor Scitovsky demonstrou que o critério de Kaldor sozinho não é antissimétrico: é possível ter uma situação em que um resultado A é melhor (de acordo com o critério de Kaldor) do que o resultado B, mas B também é uma melhoria sobre A. O critério conjunto de Kaldor-Hicks não tem esse problema, mas pode não ser transitivo (A pode ser uma melhoria relativamente a B e B relativamente a C, mas A pode não ser uma melhoria em relação a C).

## Leituras adicionais
- Hicks, John (1939). «The Foundations of Welfare Economics». The Economic Journal, Vol. 49, No. 196. Economic Journal. 49 (196): 696–712. JSTOR 2225023. doi:10.2307/2225023
- Kaldor, Nicholas (1939). «Welfare Propositions in Economics and Interpersonal Comparisons of Utility». The Economic Journal, Vol. 49, No. 195. Economic Journal. 49 (195): 549–552. JSTOR 2224835. doi:10.2307/2224835
- Posner, Richard A. (2007). Economic Analysis of Law Seventh ed. Austin, TX: Wolters Kluwer. ISBN 0-7355-6354-3

### Nota
- Este artigo foi inicialmente traduzido, total ou parcialmente, do artigo da Wikipédia em inglês cujo título é «Kaldor–Hicks efficiency».